# 特殊慰安施設協会

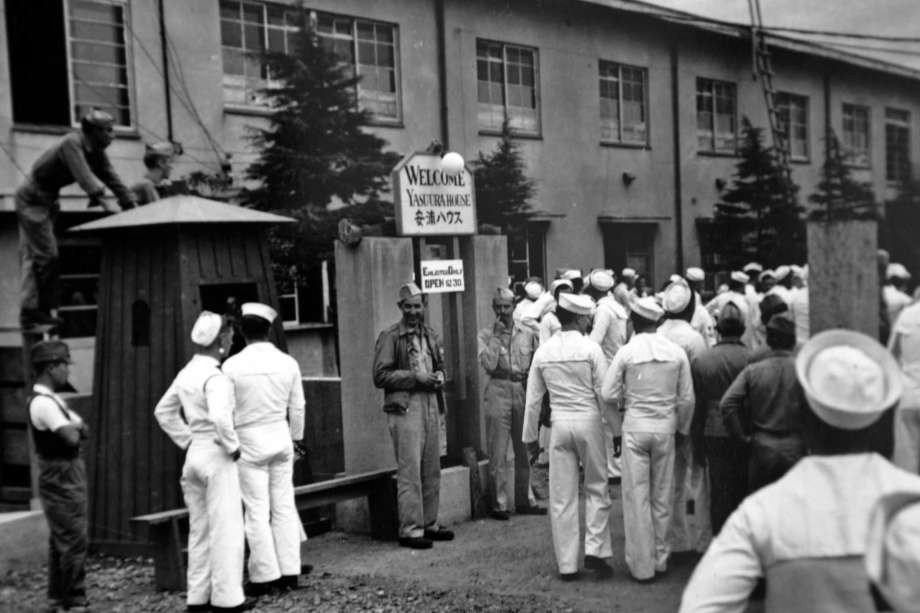
安浦ハウスに集まる米国将兵たち

特殊慰安施設協会（とくしゅいあんしせつきょうかい・RAA）は、第二次世界大戦後、東京を中心に、連合国軍占領下の日本政府の援助により作られた「慰安所」を中心とした占領軍用の慰安施設である。連合国軍兵士による強姦や性暴力を防ぐために設置された。

## 概要
英語では Recreation and Amusement Association と言い、RAA の頭字語で知られた。直訳は「余暇・娯楽協会」であり、日本語の名称との間で意味が大きく異なる。
藤目ゆきによれば、RAAでは、最盛時には7万人、閉鎖時には55,000人の女性が働いていた。
RAAは東京での活動が主であったが、そのほかの地域でも各自治体の警察の監督の下で「特殊慰安施設」が運営された。

## 進駐軍の慰安所
日本を占領下に置く連合国のうちの1国であるアメリカ軍は、公娼制度を認めず慰安所を置かないことが判明しており、イギリス軍やオーストラリア軍をはじめとするイギリス連邦軍も大量の将兵を占領任務に当てることから、これらの連合国軍兵士による日本の一般女性に対する強姦事件が予測されたため、日本国政府は「日本女性の貞操を守る犠牲として愛国心のある女性」(ニコラス・クリストフによる)を募集し、連合軍向けの慰安所を設立。53,000人とも55,000人とも言われる人数が集まった。
占領軍の性対策については警視庁が8月15日の敗戦直後から検討し、8月22日には連合軍の新聞記者から「日本にそういう施設があることと思い、大いに期待している」との情報が入った。また佐官級の兵士が東京丸の内警察署に来て、「女を世話しろ」ということもあった。8月17日に成立した東久邇内閣の国務大臣近衛文麿は警視庁総監坂信弥に「日本の娘を守ってくれ」と請願したため、坂信弥は一般婦女を守るための「防波堤」としての連合軍兵士専用の慰安所の設営を企画し、翌日の8月18日には橋下政実内務省警保局長による「外国軍駐屯地に於る慰安施設について」との通達が出された。坂によれば、1937年の南京陥落の際に日本軍が起こしたようなことを米軍が起こすのではないかとの起こすのではないかという不安が東久邇にあったのだろうとしている。最初は大森に、次いで向島に作られた。早川紀代によれば、当時の慰安所は東京、広島、静岡、兵庫県、山形県、秋田県、横浜、愛知県、大阪、岩手県などに設置された。また右翼団体の国粋同盟（総裁笹川良一）が連合軍慰安所アメリカン倶楽部を9月18日に開業している。
こうした状況下で、「関東地区駐屯軍将校並に一般兵士の慰安」を目的に東京で開業したのが、「特殊慰安施設協会」、英語名、Recreation and Amusement Association（レクリエーション及び娯楽協会, RAA）であった:80。
百瀬孝によると、RAAとは別に連合国軍の女性兵士用の「慰安夫」も存在した。昭和21年に名古屋に進駐した女性兵士用に採用された男性は、内臓、眼、皮膚、血液、尿の検査を受け、松坂屋近くの木造アパートに数名の男性と一人一室が与えられ、半年間特定の女性伍長の専属になった。勤務は一日置き。食料は潤沢に与えられたが、体力的に過酷だった。
連合国軍占領下の日本では、娼婦の料金は8セント（0.08ドル）で1日に47人のアメリカ人の相手をした女性の手取りは2ドルであった（ニューヨークタイムズ）。

## 設立背景
以下の三点が設立背景とされる。
- ヨーロッパの戦場で、アメリカ軍将兵による強姦（レイプ）の被害者が14000人（ドイツ人女性 11040人）いたこと[16]。
- 沖縄戦では連合国軍の上陸後強姦が多発したこと。アメリカ軍兵士のみにより強姦された女性数を10000人と推定する見解もある[17]。
- 連合国軍が日本に進駐した際、最初の10日間、神奈川県下では1336件の強姦事件が発生したこと[14]。占領直後の性的暴行や強姦の件数については確定していないが、藤目ゆきによれば上陸後1ヶ月だけでも最低3500人以上の女性が連合軍兵士によって被害をうけた[18]。

上記に加えて玉音放送以後の日本国内で「敵は上陸したら女を片端から陵辱するだろう」と噂が拡がった。警察の内部報告書は、「掠奪強姦などの人心不安の言動をなすものは戦地帰りの人が多いようだ」と述べている。

### 設立まで
占領軍の性対策については内務省警保局が1945年8月15日の敗戦直後から検討した。
8月17日に成立した東久邇宮内閣の実質副首相格の国務大臣近衛文麿は警視総監坂信弥に「日本の娘を守ってくれ」として依頼、さらに他の者に委せず坂自身が行うよう指示したため、坂信弥は一般婦女を守るための「防波堤」としての連合軍兵士専用の慰安所の設営を企画した。警視総監坂信弥は、「東久邇宮さんは南京に入城されたときの日本の兵隊のしたことを覚えておられる。（略）それで、アメリカにやられたら大変だろうなという頭はあっただろうと思います」と当時の事を証言している。
8月18日、内務省は同省警保局長橋下政実によって「外国軍駐屯地に於る慰安施設について」(「外国軍駐屯地における慰安施設設置に関する内務省警保局長通牒」)、および「外国駐屯軍慰安設備に関する整備要項」を各府県長官に秘密裏に無電で通達した。
東京の警視庁では坂が経済警察部に担当させ、経済警察部は保安課が担当することとなった。警視庁の経済警察部長が保安課長・係長を呼び慰安施設を作るように命じたとき、部長は「すべて口頭の命令でやること」「書面を残すな」と強く念を押したという。18日ないし19日に東京料理飲食業組合の幹部らが突然、警視庁保安課から呼び出されて出頭し打ち合わせを行い、21日に複数の接客業関係の組合幹部計15人が警視庁に呼ばれて正式に要請を受け、最終的に料理飲食組合、芸妓置屋同盟、待合業組合連合会など七団体が運営を行うことになった。
また、神奈川県では内務省の指示より早く8月15日の天皇による「終戦詔書」のラジオ放送を聞いた後、午後3時からの警察署の監督者打合せ会議において「慰安所」の設置の指示が藤原県知事によって出された。渡辺次郎警察部長の下、保安課長・次長がその任にあたり、県衛生課長らが衛生面で協力した。警官自ら出向き、疎開していた接客業経験者80人をかき集め、横浜市山下町のアパートに互楽荘を開設する動きになっていく。神奈川県には各府県から警察署員が視察にきて、そのやり方を学び、各地でそれを応用、「特殊慰安協会」「国際親善施設協会」といった様々な名で作られていく。また県や警察だけではなく、地元の有力者、あるいは一部の右翼が「慰安所」を設置しているケースも起きている。9月18日、旧国粋同盟総裁、笹川良一の実弟の良三を社長、岡田多三郎、松岡三次の旧幹部らを総務に、大阪市南区の食堂跡地に連合軍「慰安所」・アメリカン倶楽部が開設されている。
8月21日の朝、マニラから連合国軍との降伏交渉から帰国したばかりの全権委員・軍使の河辺虎四郎陸軍中将から、連合軍の終戦処理に関する諸要求について説明を受けるため閣議が開かれ、近衛文麿は連合軍兵士のセックス処理について議題に出した。河辺は連合軍兵士の軍規が厳しいこと、違反があれば厳しく処罰されることをあげ、米軍はそのような施設を日本から申し出ても受けないであろうと語った。近衛文麿の側近でもあった細川護貞によれば、「娯楽設備につき、仏当局が米軍に申出たる所、キッパリ断りたる例あれば、我方も斯の如きことを為すべからず、等々語れり」という（細川護貞『細川日記』8月21日）。閣議では侃々諤々意見が出たものの、結論は近衛の意見に従うところとなった。
結局、連合国軍対策の一環として26日に外国軍駐屯地における慰安施設が設立された。戦後の進駐軍の日本占領に当たり、日本の婦女子の操が進駐軍兵士らによって汚される恐れがあり、それならば性の防波堤を作って一般婦女子を守りたい、との考えがあったと一般的には説明される。前記の近衛から坂への慰安施設設立の指示は21日の閣議の直後に行われたとの説もあるが、すでに警察は18日から動き出していて、終戦直後の最初の閣議後に全く議題に挙がってなかったにもかかわらずこの指示が行われたという説が有力である。
すでに占領直後に、連合国軍の特にアメリカ軍の一部将校からこの種の「サービス」を提供することを期待していると伝えられたもいわれ、1945年8月22日付で発令された内務省警保局通達「連合軍進駐経緯ニ関スル件」の最後に「聯合軍進駐ニ伴ヒ宿舎輸送設備（自動車、トラック等）慰安所等斡旋ヲ要求シ居リ」と記され、連合軍の新聞記者からも「日本にそういう施設があることと思い、大いに期待している」との情報が伝えられていた。佐官級の兵士が東京丸の内警察署に来て「女を世話しろ」などと求めた。
設立声明では「狂瀾（きょうらん）を阻む防波堤を築き、民族の純潔を百年の彼方に護持培養すると共に、戦後社会秩序の根本に、見えざる地下の柱たらんとす」と謳った。28日には協会の役員一同が皇居前に集合し宣誓式をおこなって事業の実施を誓った。
26日、接客業者等により「特殊慰安施設協会」が設立（23日に保安課長ら警視庁関係者の列席の下に発足したとも）。資金の捻出については諸説ある。当時の内務省警保局経済保安課長池田清志が勧業銀行にいって4千万円用立てさせたという説や、しばしば語られるのが大蔵省主計局長池田勇人が協力し、協会の資本金は1億円だが、その内の5500万円は大蔵省が保証して日本勧業銀行が融資したという説である（3300万円との説もある）。建設に必要な資材や、営業に必要な生活什器、衣服、布団、そして約1200万個のコンドームは東京都と警視庁が現物提供した。
27日に大森海岸の料亭「小町園」を慰安所第一号に指定した。神奈川方面に連合国軍基地が集中することを予測されていたため、京浜国道沿いの小町園が選ばれたのである。
28日にRAA幹部が皇居前に集合し宣誓式と万歳三唱を行った。
宣誓の主旨
（RAA協会は）戦後処理の国家的緊急施設の一端として、駐屯軍慰安の難事業を課せらる。（略）『昭和のお吉』幾千人かの人柱の上に、狂瀾を阻む防波堤を築き、（略）「国体護持に挺身せんとするに他ならざることを重ねて直言し、以て声明となす。
同じ日に連合国軍の先遣部隊が厚木に到着し、小町園の施設を利用した。翌日以降も早朝から多くのアメリカ兵が詰めかけた。

## RAA関連施設の設置場所
1945年8月27日に大森海岸の料亭「小町園」を慰安所第一号に指定したのを皮きりに、慰安部、特殊施設部、キャバレー部などが開設されていった。東京都内では終戦3ヶ月以内に25箇所の慰安所が開設されている。RAAの関連施設は、東京の他、熱海・箱根などの保養地にも作られた。

### 協会事務所
設置年月は不明だが、RAAの本部事務所は東京都京橋区銀座七の一（現在の中央区銀座南部）の東京歌舞伎座に置かれた。世間体を憚って日本野球連盟に事務所を借り受けさせ、RAAは全額家賃を負担してその1室を使用していた。この差配は佐藤甚吾が川島正次郎を仲介者に日本野球連盟会長の鈴木龍二と折衝して決めたとされる。

### 東京周辺
東京の高級将校用慰安所として、1945年10月20日に墨田区向島に「迎賓館大蔵」が、11月に世田谷区若林に「RAAクラブ」の二箇所が設置されたが、1946年8月に占領軍が接収した。一般兵士用慰安所として東京都品川区大森海岸に、小町園、楽々、見晴、波満川、蜂之喜、花月、やなぎ、乙女、清楽、日の出などの割烹旅館が、多摩地区では福生営業所（福生町）、調布園（調布町）、西多摩郡三田村にキャバレーも兼ねる「楽々ハウス」などが、立川市にキャバレー富士、三鷹町にキャバレーも兼ねるニューキャッスルなどが慰安所として設置された。
RAAのうち東京のある慰安所では、和服女性150人をそろえてアメリカ兵を受け入れると初日に47人もの相手をした女性もいた(報酬は2ドル)。
慰安所の他に、RAAではキャバレーやビヤホールも設置され、そこで日本人女性と出会うような仕組みとなっていた。銀座のキャバレーとしては千疋屋、「オアシス・オブ・銀座」、木挽町の歌舞伎座別館にクラブエデンが開設され、他、銀座のビヤホールとしてはエビスビヤホールなどが開設され、このほか港区高輪のパラマウント、赤羽の赤羽会館（赤羽キャバレー）などがRAA関連施設として開設された。これらのRAA施設の他、花柳街など民間の風俗施設も興隆し、たとえば東京中野区の新井町の花柳街は占領軍一色であった。
救世軍は1947年4月に東京都の委託で立川に「特殊婦人保護施設 新生寮」、6月に大阪府の委託で大阪市西成区天下茶屋東に「西成朝光寮」を開設している。

### 熱海・箱根
熱海では将校用慰安所として熱海観光閤（当初は風喜荘）が開設され、初代所長はRAA常務理事をつとめた佐藤甚吾であった。一般慰安所としては、玉乃井別館が開設された。この旅館は1946年2月に作家の高見順が久米正雄、中山義秀と宿泊しようとした際、RAA旅館に日本人は宿泊できないために日系二世を名乗って宿泊している。ほかにキャバレー・ニュー・アタミがあり、ここは地元で大湯ダンスホールとも呼ばれ、日本人も利用できた。富士屋本館もRAA関連施設であった。米第八軍に接収された熱海ホテルは「a special service hotel」と掲げられていた。
箱根では常磐ホテルが特殊慰安所であった。富士屋ホテル、強羅ホテルでも米第八軍の「スペシャル・サービス班」が関与していた。

## RAAの運営
他に生活の術の無い戦争未亡人や子女が多かった時代背景もあり、東京都内だけで約1600人、全国で4000人の慰安婦が働いており、RAA全体では5万3000人の女性が働いていたとみられる。慰安婦は一日あたり30人から50人の客を取っていた。収入に関して、一例として大森海岸の小町園の慰安所では、当時の金額で月収が5万円にのぼる売春婦もみられた。当時の銀行員の初任給は80円である。ただし、戦後インフレの激しい混乱期のため注意が必要である。また、戦前の赤線の経営者が管理にあたっていて、そのやり方そのままに実際にはヤクザが監視していた、ピンハネがあったという証言もある。1945年12月時点で在日連合軍は43万287人駐屯していた。

### 募集
この連合国進駐軍向け慰安所の基本的な発想は戦時中の慰安所施設だが、戦時中の慰安婦と違う点は、仲介業者を通さずに、広告に応じてきた一般女性たちを使ったことである。当初は水商売の者を雇う予定であったが、思うように人数が集まらなかった。戦時中に青線（非官許の売春宿）での売春で検挙した者へ、慰安婦になるよう警察が要請した例すらあった（広島県警察史編さん委員会編『広島県警察百年史』下巻（広島県警察本部、1971年。DOI=10.11501/9634150）による。広島市は原爆で壊滅していた為、周辺都市各地に設置された）。
「新日本女性求む、宿舎、衣服、食料すべて支給」などと書かれた広告板を銀座などに設置し、新聞広告で一般女性を募った。RAAが9月3 日に『毎日新聞』に出した「衣食住高給支給 前借ニモ応ズ」という募集広告は有名だが、他紙にも仕事の内容を「国際親善」「国民外交」「特別女子外交係」などと表現している。東京を担当するはずのRAAであったが、慰安婦不足のため新聞広告を繰り返し出し、関東ばかりか北は青森県から西は静岡県・長野県・新潟県まで女性の募集範囲を広げている。同日の新聞にRAAの広告と地元慰安施設の広告が並ぶこともあったという。一日あたり約300人が応募した。広岡敬一によれば、内容の詳細は広告に記載されておらず、これを見てやってきた女性の多くは水商売の経験のないもので、大半は仕事の中味を聞いて去っていったとされる。
一方で、各地で内容の分からないまま騙されるようにして、あるいは事実上威迫されて逃げる機会も逸して、施設で兵士の相手をさせられたという証言も多数存在する。当初は戦前に酌婦・芸妓・娼妓等をやっていた者を優先して雇うよう指示こそ出していたものの、そのような者ばかりがうまく集るはずもなく、戦争で男手を失くした家庭の寡婦や娘、空襲で住家や生計のための資産を失った家庭の女性らが多数集まってきた。処女も多かったことを示唆する証言もある。戦争中、日本軍兵士らはしばしば「占領されれば男は去勢され、女は黒人の妾にされる」と吹き込まれて戦ってきたが、そうして命を失くした兵士の家族が為政者によって敵国兵士にまず差し出される形となった。各地で貧困家庭の子女が吸い寄せられたとみる報告もある。借金を抱えていた者も多く、いわゆるお手当をもらえるかもあてにならない成金の妾になるよりはましとした当事者の証言もある。
官営の公娼であったが、管理している者はかつての赤線（官公認であるが私営の売春宿）の経営者であったり、そのやり口をまねることが多く、しばしばヤクザが監視していたり、ピンハネも横行していた。

### 新聞広告
毎日新聞1945年9月4日に
東京新聞1945年9月4日に

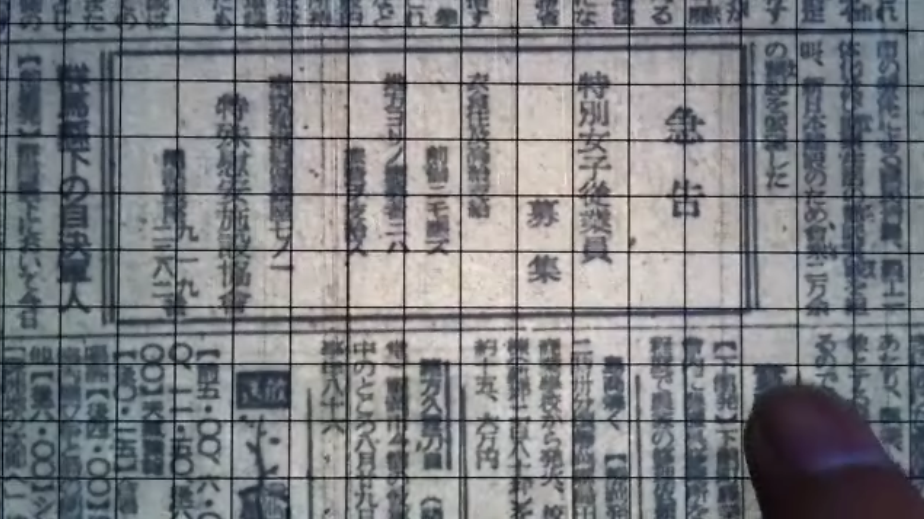
特殊慰安施設協会の広告・毎日新聞1945年9月4日

といった広告があり、当時は連日出されていた。
RAA施設に便乗して開業された銀座メリーゴールドなどのような民間慰安施設に対し、警視庁は「慰安婦の求人注意方の件」を通達して不正な紹介などのないように指示している。

### 業務状況
- 幹部の状況

基本給1100円、手当て1100円の計2200円。食事は警視庁から食券が支給されるほか、 兵隊がもってくる（良質の）牛肉などの土産も期待できた（以上は、戦前に吉原で遊郭を経営していた経歴を持つRAA営業所長・岡本清次の談）
- 従業員の状況

ひとりの女性が最高で一日60人を相手にしたとの証言があり、劣悪な環境下で性病にかかったり、腰が立たなくなったり、精神に異常を来す女性が続出。鉄道に飛び込んで自殺した19歳の女性もいた。
※ なお、「業務状況」はすべて当時の内容であり、歴史的な背景を考えつつ、現代に置き換えて読む必要がある（出典：）

## RAA設置後の状況

### GHQ軍医総監による要請と東京都令第一号
占領軍はRAAだけでは満足できずに、GHQの軍医総監と公衆衛生福祉局長クロフォード・F・サムス陸軍大佐が9月28日に、与謝野光（与謝野鉄幹、晶子 夫妻の長男）東京都衛生局防疫課長に対して、都内で焼け残った花街5カ所と売春街17カ所に触れながら、占領軍用の女性を世話してくれと要求した。また、与謝野衛生局長（朝日新聞インタビュー当時）は将校、白人兵士、黒人兵士用の仕分けの相談も応じた。1945年12月時点で在日連合軍は43万287人駐屯していた。
GHQは「都知事の責任において進駐軍の兵隊を性病にかからせてはいけない」と性病検診を命令し、与謝野はこれを受けて東京都令第一号と警視庁令第一号で性病予防規則を制定し、週一回の強制検診を実施した。都は、10月22日に「占領軍兵士を相手にする女性の性器の洗浄と定期的な検診の義務付け」を盛り込んだ規則を制定した。これが、戦後都政が発令した第一号の条例である。

### RAA廃止へ
第5空軍司令部は、すでに1945年11月5日に売春禁止こそが唯一効果的な性病管理方法であるとして基地周辺の地域から娼婦を排除することを日本政府に要請するよう太平洋陸軍司令部に訴えていた。極東空軍司令部（当時、空軍は陸軍から独立していなかった。）もこの要望に賛成したとされる。とりわけ軍に随伴したチャプレン（従軍牧師）らはRAA廃止に関し積極的に活動した。米歩兵第41師団のチャプレンは、師団長に注意喚起、改善されないためワシントンの陸軍省チャプレン部長に訴え、チャプレン部長はこれを陸軍省人事部長に伝えた。日本に来ていた兵士の中にも家族に手紙を書き、上院議員を通じて陸軍長官に実態を訴える者もいたとされる。米本国でも1945年10月22日付け雑誌『ニューズウィーク』が、米兵たちが「ゲイシャ・ガールズ」たちとダンスしている写真を5枚掲載、29日付で「娯楽協会」としてRAAを取り上げ、東京の米兵らがまもなく5000人の新しいゲイシャ・ガールズから歓待を受けるだろうとの記事を掲載、さらに11月12日付の記事では曖昧にされていた売春について「水兵とセックス―日本で売春がはびこる：海軍の政策が非難」と題し1ページ全てを使った記事を掲載、このネタ元は海軍のチャプレンからの手紙であったとみられている。これら『ニューズウィーク』の記事は議会でも取り上げられ米軍が批判されたため、海軍長官フォレスタルは、売春禁止が海軍省の一貫した政策であるとする見解を発表、さらに売春を認めることを禁じる通達を出した。日本内では、陸海軍チャプレン協会東京横浜支部が売春宿の利用をやめ売春を禁止するよう決議を採択、11日付で連合軍最高司令官マッカーサー宛に書簡を送った。
また、元アメリカ大統領夫人エレノア・ルーズベルトはRAAの存在に反対を表明した。
1946年3月4日付で、陸軍省から太平洋陸軍司令官マッカーサーに対して、売春禁圧の陸軍省の政策を厳格に遵守すること、陸軍次官を派遣するので協議し状況を報告せよと通達が出され、直後に陸軍次官が来日しマッカーサーと会談、売春禁圧の陸軍省政策に従うことをマッカーサーに約束させた。同年3月18日、日本全体の占領を担当する米第８軍は、売春宿はすべてオフリミッツにするよう麾下部隊に通達。同月25日に米軍の東京憲兵隊司令官が内務省にその旨通告し、1946年3月26日に連合国軍東京憲兵司令官官房「進駐軍ノ淫売窟立入禁止ニ関スル件」（オフ・リミッツ令）が通達し、RAA施設は閉鎖された。
ただし、1948年4月時点で歌舞伎座の本部事務所はまだ残っており、公娼施設としての協会組織から赤線経営者の組合組織に変更して存続したとするのが妥当である。なお、佐藤甚吾は1947年4月に行われた第1回参議院議員選挙に全国区から立候補したが、その肩書きを「組合連盟副会長」としている(選挙は落選）。
米陸軍省では、1946年4月5日付で参謀総長アイゼンハワーが全軍に通達を出し、その中で、売春の組織化は、性病予防策としては完全に非効果的であり逆に性病が増え医学的に不健全であること、社会的に批判を受け道徳を破壊し米国市民の希望に反することなどの理由を列挙して売春公認策を強く否定した。そしてすべての売春宿をオフリミッツにし、売春禁圧策をとるように指示しています（同じ趣旨の通達は1945年2月4日にも出されていた）。
特に性病に関しては、東京などを除けば衛生管理が不徹底だったため、敗戦の混乱と相俟って慰安婦の6割が梅毒など、何らかの性病に罹患していた。
RAA閉鎖後に職を失った女性は、パンパンと称された街娼になったり風俗街に移動したものがいた。

### RAA設置中の性犯罪
国を挙げて売春を行う目的は、「日本女性の純潔を守る」ことであった。当時、警視総監の坂は「RAAがあったおかげで占領軍兵士による強姦事件はほとんどなかった」と主張している。しかし、貴志謙介は、近年公開された米軍の極秘資料はそれが虚偽で実態はむしろ逆であったことを示唆していて、米兵による暴行事件は、8月30日に始まり、RAAの営業によっても止むことなく1945年11月中の米兵犯罪は、婦女暴行、強姦、盗み、おどし、たかりなど、554件に達している。報道禁止により一般に知られなかっただけとする。他にも複数の文献で、日本女性の純潔は守れなかったとされている（以下、詳述）。
横須賀や横浜をはじめ、進駐軍が民家に侵入し日本人女性を強姦する事件が多発した。慰安所では、1945年８月28日、その前日27日に設置されたばかりの小町園慰安所へまだマシンガンすら提げたアメリカ軍兵士達がやってきて、慰安婦らを乱暴に性行為を果たしていった（開業日には諸説ある。また、本来は翌9月2日開業予定だったという説もある）。他に1945年9月5日に武装した米兵が鳩の街に来ている。このとき売春婦たちはおびえたが、業者は売春婦たちに客を取らせた。この後、これに続くように進駐軍の兵士は吉原や新宿二丁目の遊郭へ行き始めた。
横浜のある慰安所では、100名を超える武装したアメリカ兵が開業前日の慰安所に乗り込み慰安婦14名を輪姦した。翌日、抵抗した慰安婦を米兵が絞殺する事件が起こり、開業2日目で閉鎖された。開業後の慰安所では、どの部屋からも男たちの笑い声と女性たちのすすり泣く声が聞こえていた。精神を患う慰安婦、自殺する慰安婦も少なくなかった。9月1日に野毛山公園で日本女性が27人の米兵に集団強姦された。9月5日に神奈川県の女子高校が休校した。9月19日にGHQがプレスコードを発令して以後は、連合軍を批判的に扱う記事は新聞に掲載されなくなった。
武蔵野市では小学生が集団強姦され、大森では病院に2 - 300人の米兵が侵入し、妊婦や看護婦らが強姦された。その後も1947年に283人、1948年に265人、1949年に312人の占領軍兵士による日本人女性の被害届けが確認されているがこれらは氷山の一角であり、藤目ゆきは占領とは「日本人女性に対する米軍の性的蹂躙の始まり」でもあったと述べている。

### 日本人婦女子凌辱事件
慰安所の開設後も数多く発生した進駐軍の不法行為を、特別高等警察は解散命令の出る1945年10月4日まで調査を続け、内務省警保局外事課が「進駐軍ノ不法行為」として文書化した。この文書は一旦没収されたが、1973年12月に日本へ返却されて1974年1月から国立公文書館に所蔵されていた。この文書は『進駐軍の不法行為』に全文が掲載された。同書には神奈川県警の調査報告も掲載されている。『性暴力問題資料集成第1巻』にも抜粋掲載された。
日本共産党は米軍の不法行為を追及していたが、特高が作成したこの文書に触れていない。

## RAA廃止後の性犯罪と狩り込み
性病対策として1945年11月に京都で、1946年1月28日に東京で「狩り込み」とよばれる売春女性の検挙が、太平洋陸軍憲兵隊司令部（MP）によって行われた。

### 板橋事件
1946年11月15日に池袋で、MPと日本の警察により、通行人であった女性たちが無差別に逮捕され、吉原病院で膣検査を強制された板橋事件が発生している。女性のなかに日本映画演劇労働組合員だった女性が含まれており、同組合は抗議運動を展開し、新聞などでも報道され、加藤シヅエら議員もGHQに抗議の手紙を送るなどした。
こうした抗議に対してMP側は「狩った女たちをどんなふうにしようとこっちの勝手だ。それに対してお前たちは抗議などできない」「日本の警察は現在全然無力である。之は自分たちの命令に絶対服従すべきである」と発言したといわれる。
CIE（民間情報教育局）やユナイテッドプレスなどはMPでなく日本の警察による仕業として人権侵害であると非難した。

### 中野の連行未遂事件
1948年9月20日に中野区で買い物をしていた女性がMPに連行されかけた。この件で抗議をうけた警視庁は、連行したのはPM0720部隊のMPで、日本の警察は一切関与していないと答えている。当時MPのジープに同乗し、「MPライダー」と称されていた日本の警官の証言によれば、狩り込みはMP主導で行われた。

## RAA以外の施設
RAA同様の施設（慰安所）は、大阪、愛知県、広島県、静岡県、兵庫県、山形県、秋田県、岩手県など日本各地に設置された。

### 大阪・名古屋
戦前の国粋大衆党をルーツに持ち笹川良一が総裁を務める右翼団体の国粋同盟が、連合軍慰安所アメリカン倶楽部を1945年9月18日、大阪にに開業した。また、名古屋では国際高級享楽ナゴヤクラブが開設され、募集に680名の女性が殺到した。

### 奈良
奈良には慰安施設RRセンターが作られた。奈良市内には、1952年当時約2500名のパンパンガールがいた。

## その後

### 朝鮮戦争時
その後、朝鮮戦争では韓国人女性が慰安婦として集められる(#大韓民国軍慰安婦、#「特殊慰安隊」設置 を参照)とともに、日本人慰安婦も在日米軍基地周辺、そして朝鮮半島へ連れて行かれた。

### サンフランシスコ講和条約後
1951年9月8日に連合国諸国とサンフランシスコ講和条約を締結し、関係諸国との請求権問題を解決し、同時に在日米軍の駐留が容認された。
しかし、その後も在日米軍による犯罪は続き、1952年5月から1953年6月の警察資料でも殺人8、過失致死435、強姦51、暴行704など合計4476件の犯罪が報告されており、1954年2月に宇治市大久保小学校の四年生の女子児童が強姦されたあとに陰部から肛門まで刃物で引き裂かれる事件が発生し、ほかにも4歳の幼児が強姦され危篤状態になった事件や、突然狙撃されて死亡した事件などが多発した。1952年の奈良の慰安施設RRセンターでは2500名の慰安婦がいた。

## GIベビー
占領軍兵士と日本人女性との間の混血児をGIベビーといい、1953年の厚生省調査によると国内で4972人が確認された。パール・バック財団の調査によると少なくとも2-3万人にのぼるともいわれ、ほかにも沢田美喜のように20万人とする説もある。

## パンパンガール
主として在日米軍将兵を相手にした街娼。

## 特殊慰安施設協会を題材にした作品
小説
- 肉体の門（田村泰次郎、1947年）
- 女の防波堤（田中貴美子、1957年）
- ゼロの焦点（松本清張、1959年）
- 夜のプリズム（梶山季之、1965年）
- 水曜日の凱歌（乃南アサ、2015年）

映画
- 女の防波堤 (1958年)
- にっぽんぱらだいす(1964年)
- 肉体の門（1988年）

テレビドラマ
- 1995年8月18日21時から、フジテレビの金曜エンタテイメント枠にて「戦後50年特別企画 女たちの戦争 忘れられた戦後史 進駐軍慰安命令」として放映された。

マンガ
- ヤミの乱破(細野不二彦)